# Enginyer de vol
Un enginyer de vol o una enginyera de vol, que s'anomena segon oficial o segona oficial en els mitjans aeronàutics, és la persona responsable de l'operació dels sistemes, motors, càlculs de rendiment, control de consum de combustible, operabilitat d'equips de radioajudes per al vol, revisió de l'avió abans del vol i l'aeronavegabilitat de l'aeroplà, en vol i en terra. Els avions amb motors de reacció de segona generació requereixen segons oficials a bord.
Ha de tenir coneixement de tot el que es refereixi al manteniment que se li hagi efectuat o s'hagi d'efectuar. Assisteix els pilots en tot el referent al funcionament de l'avió, i durant les emergències, amb un dels pilots, executa els procediments necessaris per anul·lar el problema.

## Història
Des de la invenció dels avions grans, amb més de dos motors, tant en avions d'hèlix com en els de tipus Jet, va ser necessària la funció de l'enginyer de vol com un tercer tripulant aeri, a més del pilot i el copilot per a l'operació de vol d'una aeronau. Atesa la complexitat de l'aeronàutica, es va fer necessària la presència a la cabina d'aquest tipus de tripulant.